# Wilhelm Ernst af Sachsen-Weimar-Eisenach
Storhertug Wilhelm Ernst af Sachsen-Weimar-Eisenach (tysk: Wilhelm Ernst, Großherzog von Sachsen-Weimar-Eisenach) (Wilhelm Ernst Carl Alexander Friedrich Heinrich Bernhard Albert Georg Hermann; 10. juni 1876 – 24. april 1923) var den sidste storhertug af Storhertugdømmet Sachsen-Weimar-Eisenach i det centrale Tyskland fra 1901 til 1918.

## Biografi
Wilhelm Ernst blev født den 10. juni 1876 i Weimar, hovedstaden i Storhertugdømmet Sachsen-Weimar-Eisenach i det centrale Tyskland, som den ældste søn af arvestorhertug Carl August af Sachsen-Weimar-Eisenach og Pauline af Sachsen-Weimar-Eisenach.
Da Wilhelm Ernsts fader døde i 1894, seks år før sin egen fader storhertug Carl Alexander af Sachsen-Weimar-Eisenach blev det derefter Wilhelm Ernst, der blev arveprins.
Wilhelm Ernst blev storhertug, da hans bedstefader Storhertug Carl Alexander døde den 5. januar 1901. Han måtte abdicere den 9. november 1918, da monarkierne blev afskaffet i Tyskland ved Novemberrevolutionen i 1918 umiddelbart før afslutningen af 1. verdenskrig.
Han døde 46 år gammel den 24. april 1923 på Schloss Heinrichau i Schlesien. Han blev efterfulgt som familieoverhoved af sin ældste søn,  Arvestorhertug Carl-August af Sachsen-Weimar-Eisenach.

## Ægteskaber og børn
Wilhelm Ernst giftede sig første gang den 30. april 1903 i Bückeburg med prinsesse Caroline af Reuss-Greiz (1884–1905), datter af Heinrich 22., 5. fyrste Reuss af Greiz og prinsesse Ida af Schaumburg-Lippe. Der blev ikke født børn i dette ægteskab.
Wilhelm Ernst giftede sig anden gang den 4. januar 1910 i Meiningen med prinsesse Feodora af Sachsen-Meiningen (1890–1972), datter af prins Frederik af Sachsen-Meiningen og grevinde Adelheid af Lippe-Biesterfeld. I dette ægteskab blev der født fire børn:
- Sophie, Fyrstinde af Schwarzburg
- Carl-August, Arvestorhertug af Sachsen-Weimar-Eisenach
- Prins Bernhard Friedrich
- Prins Georg